# Jiang Cuihua
Jiang Cuihua (kinesiska: 姜 翠華), född den 2 februari 1975 i Dalian, Kina, är en kinesisk tävlingscyklist som tog OS-brons i tidslopp 500 m vid olympiska sommarspelen 2000 i Sydney. 